# Xylophagus compeditus
Xylophagus compeditus är en tvåvingeart som beskrevs av Johann Wilhelm Meigen 1820. Xylophagus compeditus ingår i släktet Xylophagus och familjen vedflugor. Inga underarter finns listade i Catalogue of Life.